# Carex caudata
Carex caudata es una especie de planta herbácea de la familia Cyperaceae. 

## Descripción
Es una planta laxamente cespitosa, con rizoma de entrenudos largos. Tallos de (20)30-90 cm, trígonos, generalmente lisos. Hojas 0,8-2,5(3,5) mm de anchura, de longitud igual o mayor que los tallos, las del tercio inferior de los tallos tienen el limbo muy corto, ásperas en los bordes a lo largo de toda su longitud, planas, raramente canaliculadas, medianamente rígidas; lígula de hasta 1,2 mm, de ápice redondeado, truncado o emarginado; sin antelígula; vainas basales escuamiformes, enteras o algo rotas, pardas, rojizas o purpúreas. Bráctea inferior foliácea, de menor longitud que la inflorescencia, envainante. Espiga masculina solitaria, raramente 2, de 22-44 mm, ± linear; espigas femeninas (1)2-3, de (8)15-30(33) mm, erectas o la inferior colgante, ± cilíndricas, laxifloras, separadas o las 2 superiores algo solapadas, largamente pedunculadas. Glumas masculinas estrechamente obovadas u oblongas, de ápice obtuso, agudo o cortamente mucronado, de color pardorojizo o pajizas, sin margen escarioso; glumas femeninas ovales, múticas o cortamente mucronadas, de color pardo claro, pardo-rojizo o pardo-púrpura, generalmente con margen escarioso, de menor longitud que los utrículos. Utrículos 4- 6,1 × 1,2-1,5 mm, erectos o suberectos, de contorno estrechamente oval, trígonos, con varios nervios marcados, generalmente pubescentes en la zona superior, verdosos, rojizos o parduscos, gradualmente atenuados o algo bruscamente estrechados en un pico de 0,9-1,5 mm, recto, de ápice generalmente escarioso, irregularmente roto, escábrido. Aquenios 1,8-2,5 × 1-1,4 mm, de contorno obovado, trígonos, de color pardo obscuro.

## Distribución y hábitat
Se encuentra en los Hayedos; a una altitud de 600-2050 metros en el País Vasco y cornisa cantábrica.

## Taxonomía
Carex caudata fue descrita por (Kük.) Pereda & Laínz  y publicado en Feddes Repertorium 81: 481, 483. 1970.
Citología
Número de cromosomas de Carex caudata (Fam. Cyperaceae) y táxones infraespecíficos: 2n = 24.
Etimología
Ver: Carex
caudata; epíteto latino  que significa "con tallo".
Sinonimia
- Carex ferruginea var. caudata Kük.
- Carex ferruginea subsp. caudata (Kük.) Pereda & Laínz	[4][5]